# Dopolavoro Aziendale Breda 1941-1942
Questa voce raccoglie le informazioni riguardanti il Dopolavoro Aziendale Breda nelle competizioni ufficiali della stagione 1941-1942.

## Rosa
| N. |                   | Ruolo | Calciatore         |
| -- | ----------------- | ----- | ------------------ |
|    | Italia (bandiera) | A     | Adelchi Azzalini   |
|    | Italia (bandiera) | D     | Giulio Caldirola   |
|    | Italia (bandiera) | D     | Astorre Cattabrini |
|    | Italia (bandiera) | D     | Attilio Farina     |
|    | Italia (bandiera) | C     | Bruno Foglia       |
|    | Italia (bandiera) | C     | Alberto Frison     |
|    | Italia (bandiera) | A     | C. Garavaglia      |
|    | Italia (bandiera) | C     | A Gabaglio         |
|    | Italia (bandiera) | D     | P. Gatti           |
|    | Italia (bandiera) | C     | Guerrino Granata   |
|    | Italia (bandiera) | D     | Abele Intra        |

| N. |                   | Ruolo | Calciatore      |
| -- | ----------------- | ----- | --------------- |
|    | Italia (bandiera) | A     | Carlo Marcora   |
|    | Italia (bandiera) | D     | Giovanni Milani |
|    | Italia (bandiera) | C     | Piero Modenesi  |
|    | Italia (bandiera) | C     | Luigi Mosconi   |
|    | Italia (bandiera) | A     | Pietro Pintossi |
|    | Italia (bandiera) | A     | Mario Puricelli |
|    | Italia (bandiera) | A     | Giuseppe Rosso  |
|    | Italia (bandiera) | P     | Carlo Rovati    |
|    | Italia (bandiera) | D     | Walter Trapani  |
|    | Italia (bandiera) | C     | Giovanni Turati |
|    | Italia (bandiera) | P     | Piero Zappa     |